# اختبارات الخرسانة
اختبارات الخرسانة هي سلسلة من الاختبارات والفحوصات التي تجرى على الخرسانة سواء اللينة أو الصلدة لتحديد مدى صلاحيتها للإنشاء، تحصي هذه المقالة أهم الاختبارات المعترف بها في المواصفات الأمريكية والمعايير البريطانية والأوربية [الإنجليزية]تعد الخَرَسَانَة من أهم مواد البناء في العصر الحديث خصوصاً مع تدعيمها بالحديد لتصبح خرسانة مسلحة. والخَرَسَانَة هي مادة تتكون من الأسمنت والرمل والماء مع إضافة نوع من الركام أو الزلط.

## اختبارات الخرسانة المتصلدة

### اختبار مقاومة الضغط

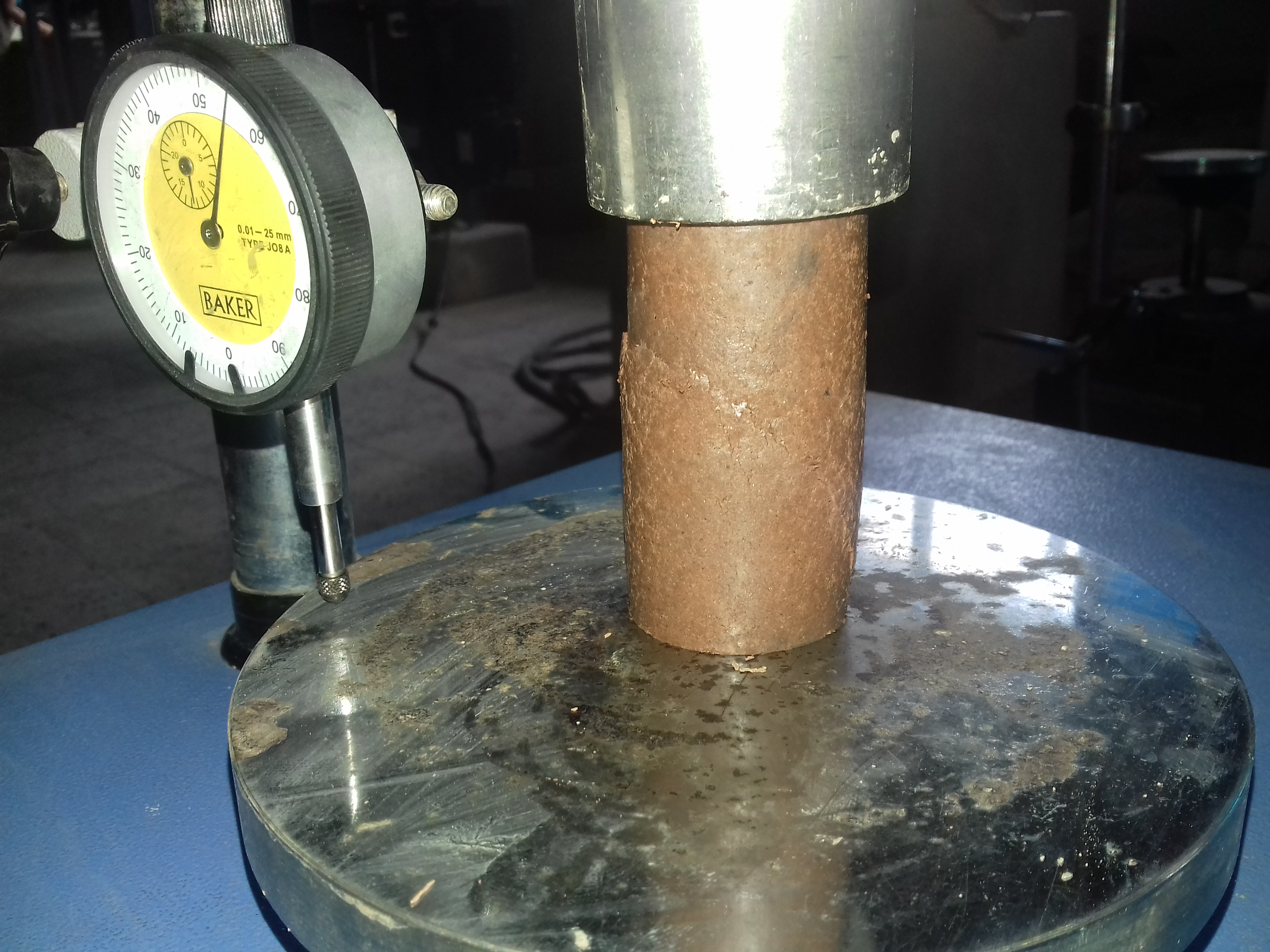
اختبار مقاومة الضغط

هي مقدرة الخرسانة على مقاومة القوى الضاغطة محوريًا.
اختبار مقاومة الضغط للخرسانة (بالإنجليزية: compression strength)‏ يُحدد المقاومة المميزة للخرسانة وعادة يجري بعد مرور 7 أيام أو 28 يوم أو 90 يومًا، يعتبر اختبار مقاومة الضغط مقياسًا للتحكم في جودة إنتاج الخرسانة في المصنع أو الورشة كما يستخدم في معيارًا ا أثناء التصميم الإنشائي لتحديد إجهاد التشغيل للخرسانة ويحدد مدى صلاحية الركام للخرسانة وذلك بالتعرف على تأثير الشوائب التي يحويها على مقاومة الخرسانة للضغط.
تحضير مكونات الخرسانة : تحسب مكونات عينات الاختبار بما فيها الماء بحيث يكون مطابق تماما للخرسانة في الموقع ويجب أن تجري اختبارات منفصلة على كل من الأسمنت والركام، أما في حالة استعمال الركام ذي تدرج حبيبي خاص فيفصل كل مقاس من المقاسات المختلفة للركام الكبير والصغيرة على حده.

#### أدوات الاختبار
- قالب الاختبار: عبارة عن اسطوانة (ارتفاع 12 بوصة وقطر 6 بوصات) كما حددتها المواصفات الأمريكية أو مكعب (طول ضلعه 15 سم – مساحة سطحه 225 سم2.) طبقا للمواصفات البريطانية ويشترط في قوالب الاختبار المكعبة أن تكون الأسطح الداخلية مستوية وان يكون القالب من المعدن لتحمل الصدمات ومزود بلوح قاعدة معدني مستوى السطح.
- قضيب الدمك: عبارة عن قضيب من الصلب يزن 1.82 كجم وطوله 15 بوصة ومقطعة السفلى مربع طول ضلعه بوصة واحدة.
- جهاز مكنة الضغط: ذات سعة وحساسية ملائمة ويمكن التحكم في معدل التحصيل بها طبقا لما تطلبه المواصفات القياسية للاختبار.

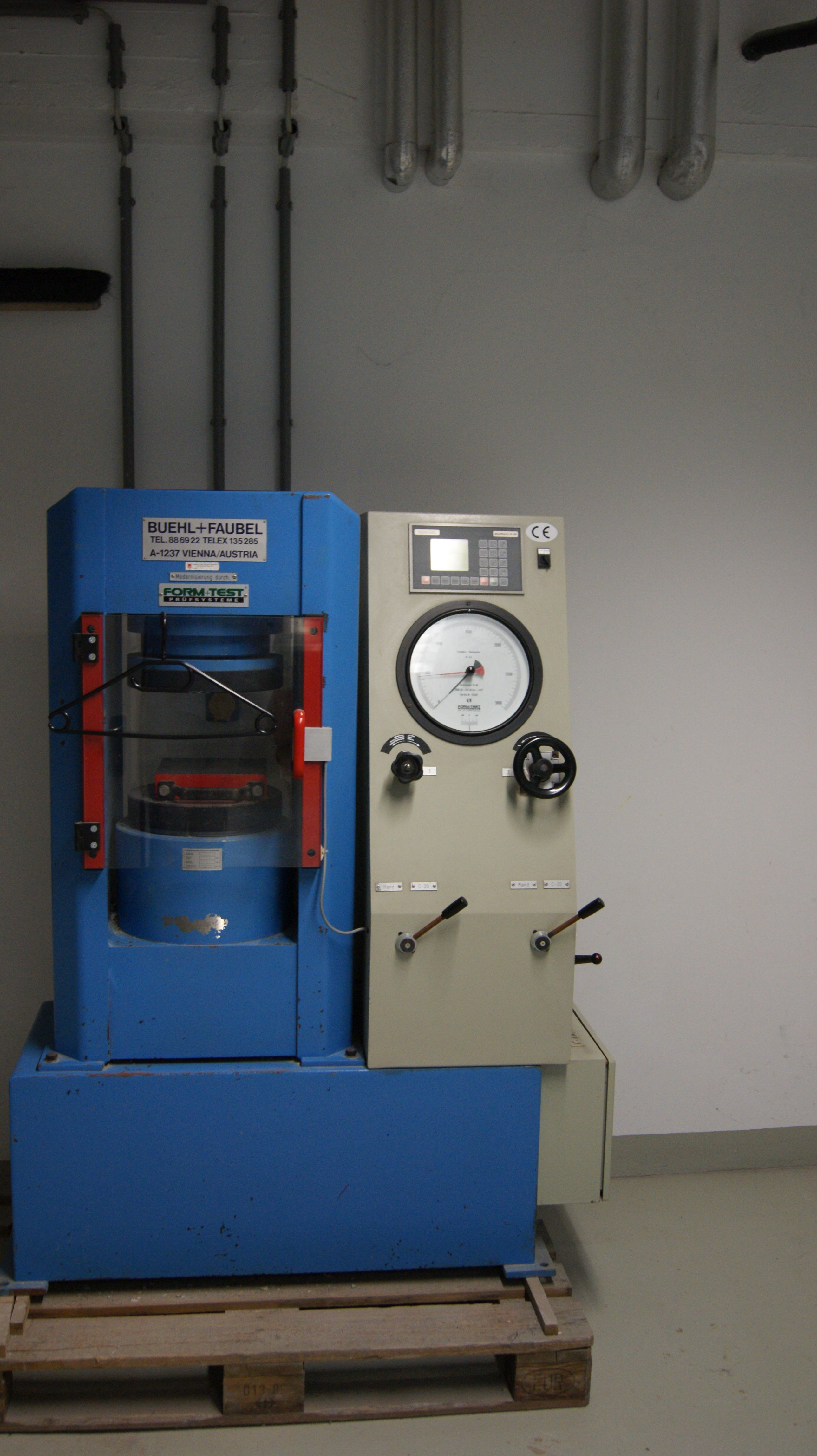
آلة حديثة لاختبار مقاومة الضغط

#### مراحل وطريقة إجراء الاختبار
- توزن الكميات اللازمة من الأسمنت والركام الصغيرة والركام الكبير من الماء على حده ويراعى عند حساب وزن مكونات كل خلطة أن تزيد كمية الخرسانة المخلوطة عن الخرسانة اللازمة لملا القوالب بحوالي 10%.
- يُعد قالب الاختبار للاستعمال بتغطية وصلاته وسطح ارتكاز على لوح القاعدة بطبقة رقيقة من الزيت الخفيف.
- تخلط مكونات الخرسانة إما ميكانيكا أو يدويا.
- بعد انتهاء عملية الخلط مباشرة يجري اختبار قوام الخرسانة الطازجة بطريقة الهبوط أو الانسياب.
- يملا القالب مباشرة بالخرسانة على ثلاث طبقات ارتفاع كل منها يساوي 5 سنتمترات وتدك كل طبقة إما بآلة هزازة أو يدويا حتى تدمك الخرسانة تماما دون حدوث أي انفصال حبيبي.
- تحفظ القوالب بعد صبها مباشرة في مكان خالي من الاهتزازات وتكون الرطوبة النسبية للهواء في هذا المكان لا تقل عن 90% ودرجة الحرارة تتراوح بين 15- 20درجة مئوية لمدة نصف ساعة إلي 24 ساعة.
- تعلم القوالب الخرسانية ثم تفك من القوالب وتغمر ماء نقي وتترك حتى قبل الاختبار مباشرة ويجب أن يجدد هذا الماء كل سبعة أيام وان تحفظ درجة حرارته باستمرار ولا يسمح للقوالب بالجفاف تحت أي ظرف حتى موعد اختبارها.
- توضع العينة في آلة الاختبار ويراعى أن يكون محورها منطبقا مع محور راس الآلة وعند استخدام العينة المكعبة يجب أن يكون وجهي العينة الملامسات لسطحي راس الآلة هما الوجهين المقابلين للسطح الداخلي للقالب المعدني.
- يُحمل كل قالب حتى الكسر لتحديد مقاومة الخرسانة للضغط fcu .

### اختبار مقاومة الشد

#### اختبار الشد الغير مباشر
اختبار الشد الغير مباشر (بالإنجليزية: Brazilian Tensile Test)‏  ويجرى بتحميل اسطوانة قياسية 15 سم × 30 سم – (6 × 12) حيث توضع العينة أفقيا وتحمل حتى يحدث انفلاق للعينة وتحسب المقاومة للشد كالآتى:
| 2 × الحمل/ 2 ط نق ل |

| الحمل الأقصى × 2/ المحيط الدائرى للأسطوانة × طول الاسطوانة |

#### اختبار الشد المباشر

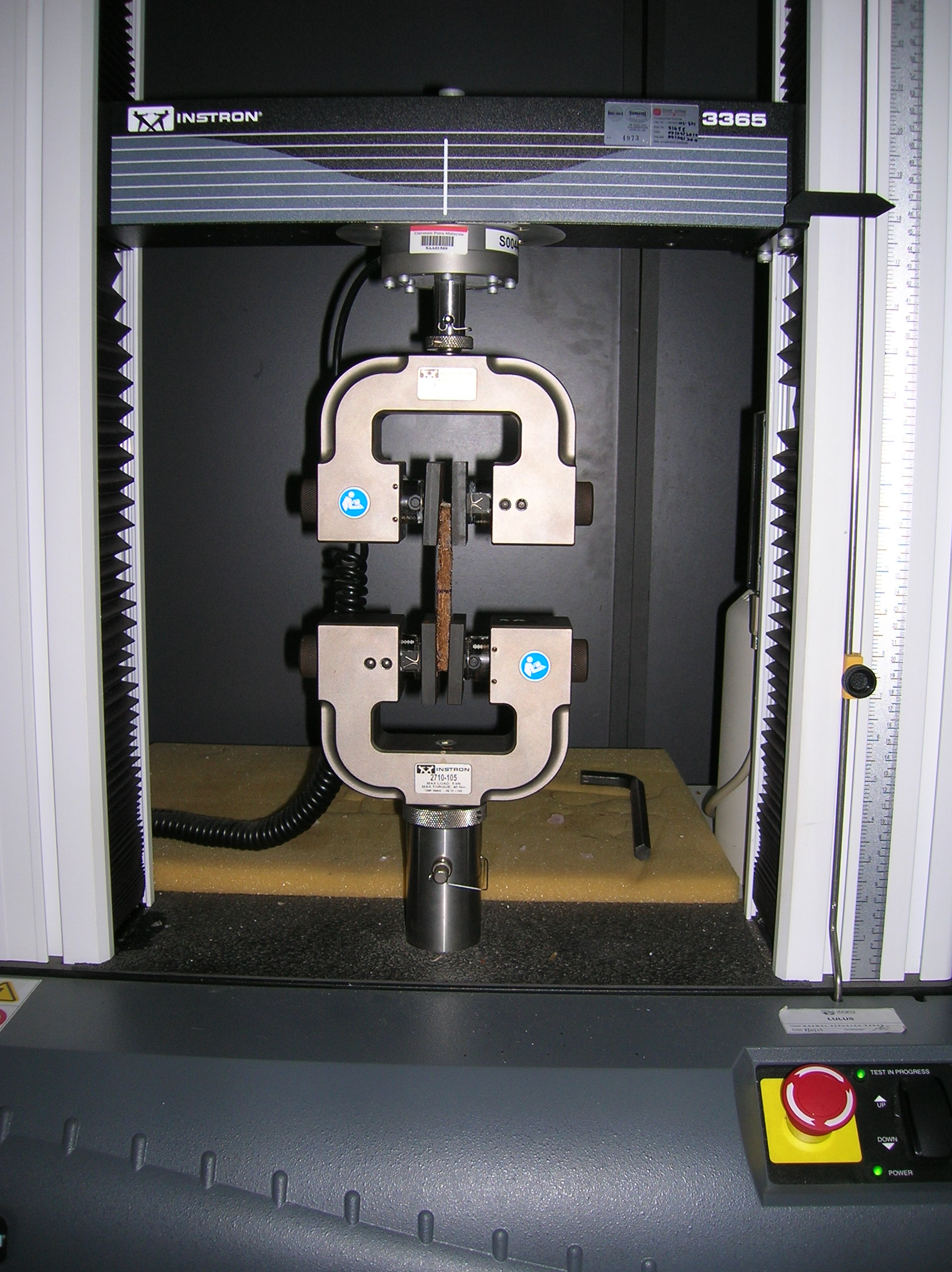
يطبق اثنان من مكابس الشد على العينة عن طريق سحبها، وتمتد العينة حتى تتكسر. الضغط الأقصى الذي يتحمله قبل التكسر هو قوته القصوى للشد.

اختبار الشد المباشر (بالإنجليزية: Direct Tensile Test)‏ويتم بعمل عينة يمكن إجراء اختبار شد مباشر عليها وعادة يؤدى هذا الاختيار إلى نتائج لا يمكن الاعتماد عليها ولا تصلح لاختبار قبول مقاومة الشد.

### اختبار لاإتلافي
الاختبار غير الإتلافي أو الـ«لا إتلافي» أو اختبار غير مدمر أو اختبار غير تدميري (غالباً ما تكون بصيغة الجمع أي اختبارات أو فحوصات) (بالإنجليزية: Nondestructive testing)‏ اختصارًا NDT هو نوع من أنواع الاختبارات في تحليل أسباب انهيار الخرسانة أو من أجل منع حدوث انهيارها في المستقبل وذلك بإجراء الاختبار على القطعة دون إتلافها أو إلحاق أضرار بها.

#### اختبار فوق صوتي

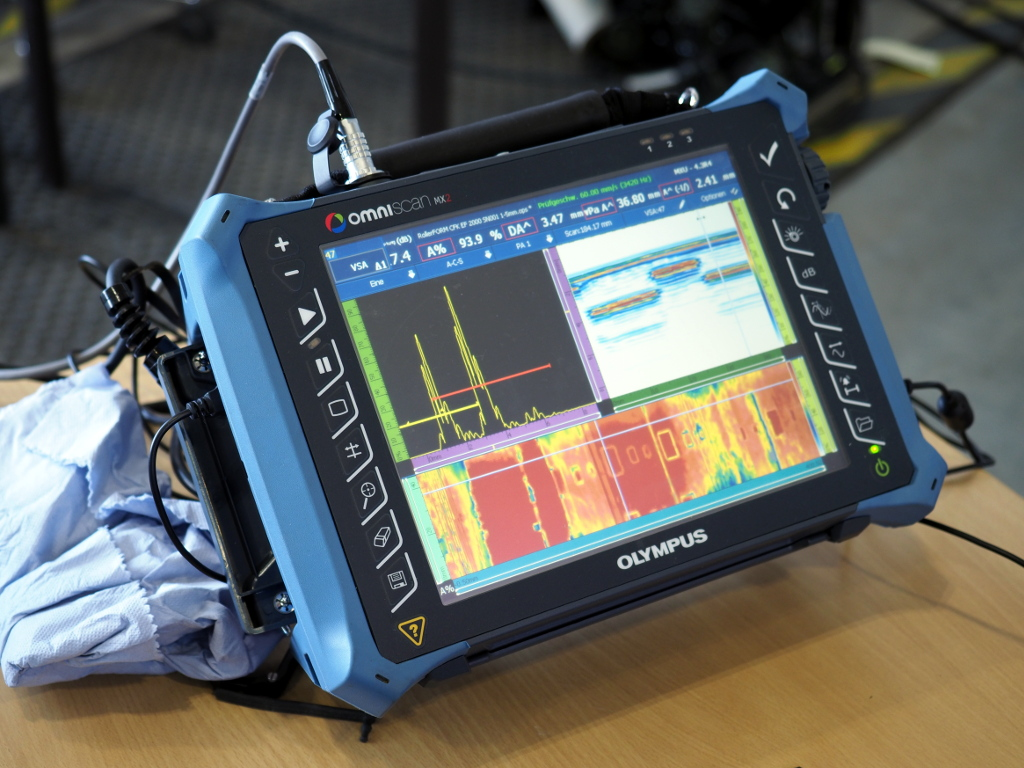
مقياس فوق صوتي للإختلالات

يستخدم في اختبار الأمواج الفوق صوتية أمواج (فوق صوتية) قصيرة جداً وذات ترددات تتراوح بين 0.1 إلى 15 ميغاهرتز وقد تصل أحياناً إلى 50 ميغاهرتز. ويتم تسليط هذه الأمواج على الخرسانة المتصلدة لمعرفة تركيبها وفحصها.

#### اختبار الارتداد

الرسم التخطيطي الشامل لمطرقة شميدت

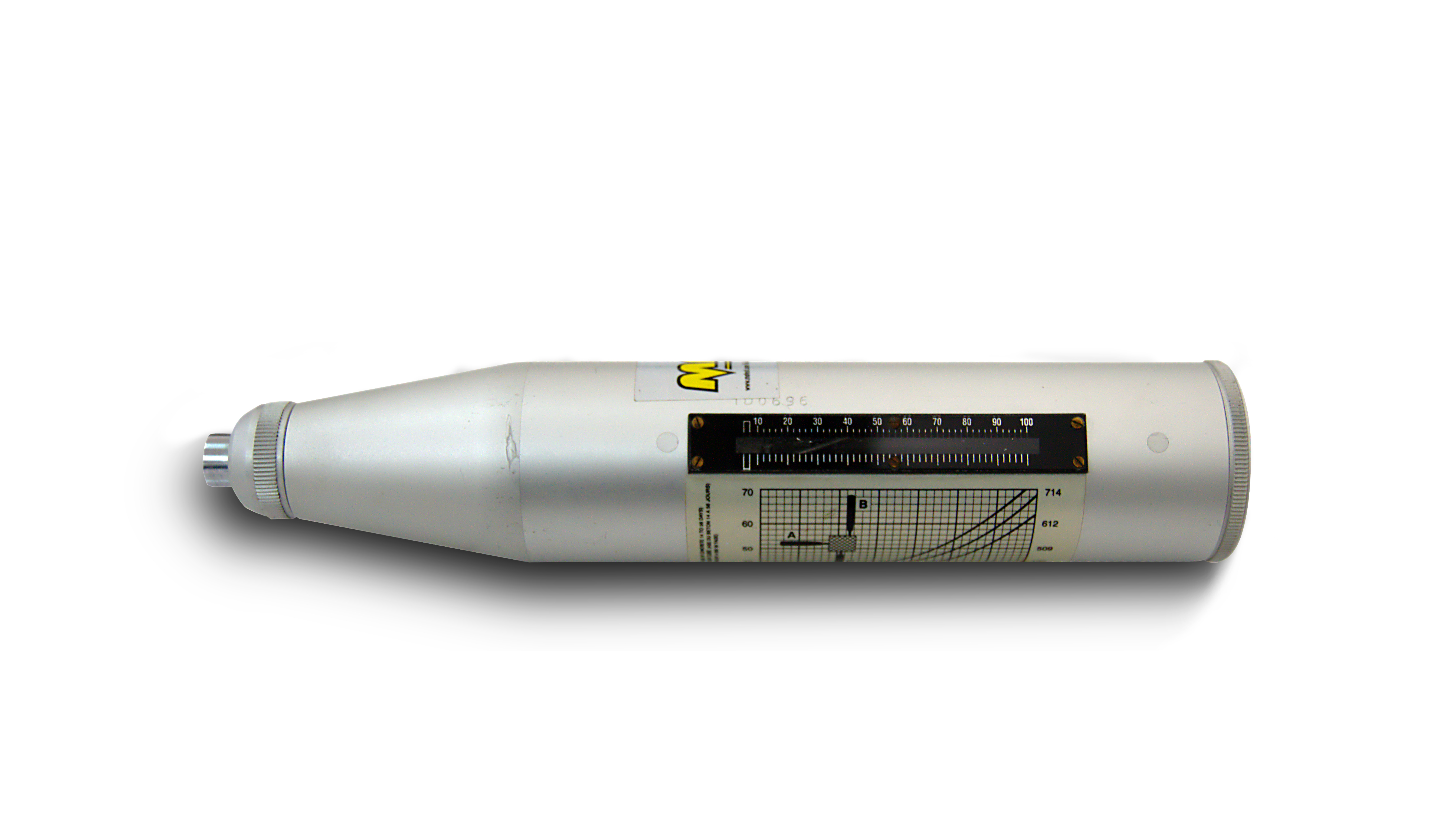
مطرقة للقياس الميكانيكي للخرسانة

تستخدم مطرقة شميدت لتعيين رقم الارتداد Rebound Number حيث يعتمد عمل الجهاز على النظرية التي تنص على أن قوة ارتداد كتلة مرنة يعتمد على قوة السطح الذي تصطدم به. ويستخدم رقم الارتداد هذا في الاسترشاد عن القيمة التقريبية لمقاومة الضغط للخرسانية. - يتم اللجوء اليها في حالة عدم مطابقة عينات المكعبات الخرسانية للمواصفات.

## اختبارات الخرسانة اللينة وقابلية التشغيل

### اختبار هبوط الخرسانة

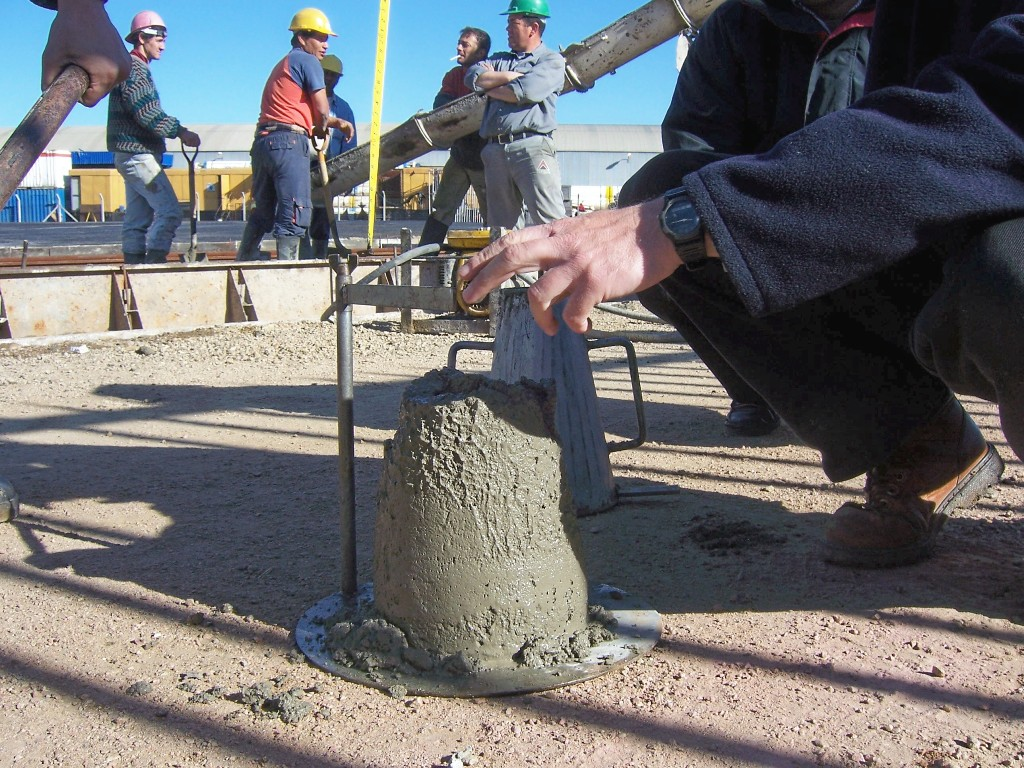
فحص مقدار الهبوط بالخرسانة.

فحص الهبوط للخرسانة ويعرف أيضا ب التهدّل (بالإنجليزية: Concrete slump test) هو اختبار تجريبي يُستخدم للتحقق من اتساق واستقامة الخرسانة. يتم ذلك من خلال استخدام مخروط خاص لقياس الهبوط وتحديد قابلية الخرسانة للتشغيل (Workability) ولتحديد قوامها ونسبة الماء اللازم إضافته إلى الأسمنت.

### اختبار انسياب الخرسانة

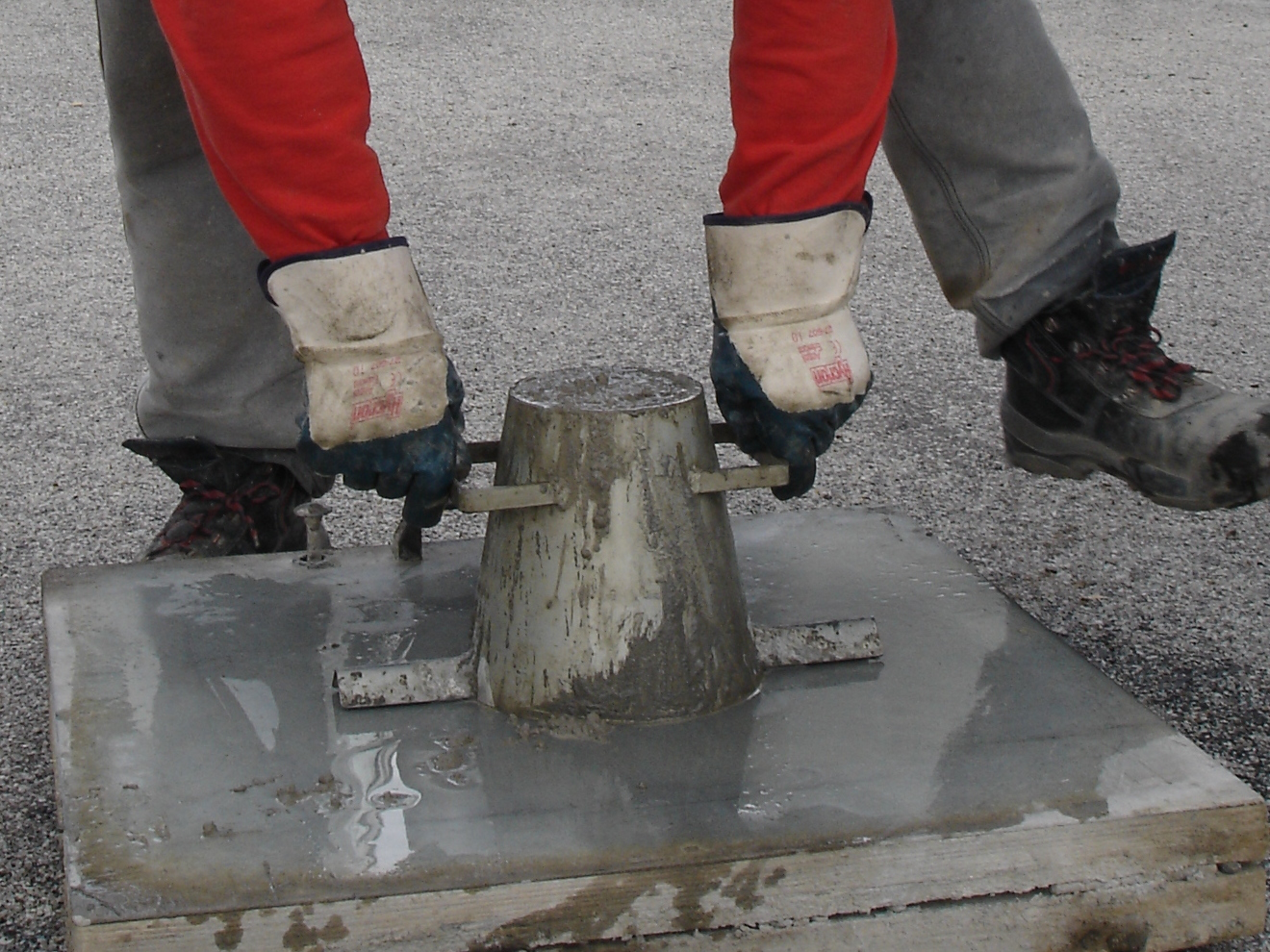
اختبار انسياب الخرسانة

اختبار انسياب الخرسانة ويُعرف أيضًا باسم اختبار منضدة الانسياب (بالإنجليزية: Flow table test أو Slump-flow test) هو اختبار تجريبي يُستخدم لتعيين النسبة المئوية لانسيابية الخرسانة، والتي تعبّر عن حالة قوامها.

#### الاجهزة
- مخروط ناقص  قطر قاعدتيه 17 و 25سم وارتفاعه 20 سم
- قرص الانسياب

#### خطوات الاختبار
1. ينظف القرص والقالب جيدا
2. يوضع المخروط في منتصف القرص
3. يملأ القالب على طبقتين مع دمك كل طبقة 25 مرة باستخدام قضيب الدمك ويسوى السطح النهائي
4. يتم رفع المخروط بعناية وباتجاه راسي
5. يتم رفع القرص بواسطة اليد الجانبية 15 مرة
6. يقاس قطر الخرسانة بعد انسيابها (يؤخذ متوسط قياس القطر في 6 اتجاهات)
7. يتم حساب النسبة المئوية للانسياب

#### المعيار
النسبة المئوية للانسياب =((قطر الانسياب – 25) / 25) * 100
| قوام الخرسانة | جاف   | صلب    | لدن     | مبتل    | رخو       |
| % للانسياب    | 0-20% | 15-60% | 50-100% | 90-120% | 110-150 % |

### اختبار عامل الدمك
اختبار عامل الدمك أو الرص أو الضغط (بالإنجليزية: Compacting Test)‏هو اختبارفي المختبر لقابلية تشغيل الخرسانة الطازجة. عامل الضغط هو نسبة أوزان الخرسانة المضغوطة جزئيًا إلى الخرسانة المضغوطة بالكامل، طوره مختبر أبحاث الطرق في المملكة المتحدة.
تكون طريقة إجراء الاختبار كالتالي:
1. توضع العينة الخرسانية في المخروط (القادوس) العلوي بواسطة الجاروف (مغرفة اليد) ويسوى سطحها مع حافة المخروط.
2. يفتح الباب السفلي للمخروط العلوي بحيث يسمح بهبوط الخرسانة تحت تأثير وزنها فقط إلى المخروط السفلي.
3. تكرر نفس الخطوات السابقة للمخروط السفلي فتمر الخرسانة إلى الأسطوانة.
4. بعد الانتهاء من ملء الأسطوانة يُقطع الفائض من الخرسانة فوق المستوى العلوي للأسطوانة ويسوى سطحها وتنظف جوانبها وحوافها الخارجية
5. تُوزّن الأسطوانة بالخرسانة بتقريب 10 جم ويُعرف هذا الوزن بوزن الخرسانة المدموكة (المضغوطة) جزئيًا (و).
6. إفراغ الأسطوانة ثم إعادة ملئها بنفس الخلطة الخرسانية في طبقات بعمق 5 سم تقريبًا وكل طبقة على أن تدمك كل طبقة يدويا أو ميانيكيا حتى تملأ تماما بالخرسانة.
7. توزن الأسطوانة ويعين وزن الخرسانة المالئة للأسطوانة وهو وزن الخرسانة المدموكة كليا (ك).

عامل الدمك = وزن الخرسانة المدموكة جزئيا (نتيجة هبوطها) / وزن الخرسانة المدموكة كليا (نتيجة دمكها) = و / ك
وبمعرفة عامل الدمك يمكن تحديد درجة القابلية للتشغيل ويعتبر اختبار عامل الدمك اختبارا معمليا وغير مناسب لموقع العمل إلا في المنشآت الكبيرة.
والجدول يوضح درجة القابلية للتشغيل
| درجة القابلية للتشغيل | منخفضة جدا | منخفضة    | متوسطة   | عالية |
| عامل الدمك            | 0.78-0.85  | 0.85-0.92 | 0.92-.95 | >.095 |

### اختبار إعادة التشكل (اختبار زمن V.B  )
قياس الزمن اللازم لتغير كتلة خرسانية من شكل مخروط إلى شكل اسطوانة بواسطة الاهتزازات

#### الجهاز
جهاز إعادة التشكل – مخروط هبوط

#### خطوات الاختبار
1. يوضع مخروط الهبوط بداخل الوعاء الاسطوانى
2. يملأ المخروط بالخرسانة ثم يتم رفع بعناية
3. يغطى سطح الخرسانة باللوح الزجاجى
4. يتم تشغيل الهزاز فتنساب الخرسانة ويستمر الاهتزاز حتى تستقر الخرسانة ولا يحدث لها هبوط وخلال ذلك يكون قد تم قياس زمن انسياب الخرسانة

#### اختبار كرة كيلى
في هذا الاختبار يتم تعيين مسافة اختراق ثقل معدني على شكل نصف كرة وزنة 13.6 كجم للخرسانة
الجهاز:

##### خطوات الاختبار
1-    توضع الخرسانة في وعاء أو يمكن اجراؤه والخرسانة مصبوبة في الفرم بشرط استواء السطح وان لا يقل السمك عن 15 سم
2-    يوضع الجهاز فوق الخرسانة مع رفع اليد لاعلى وجعل الإطار يرتكز على سطح الخرسانة ثم تترك اليد ليخترق الثقل الخرسانة
3-    يتم قراءة مسافة الاختراق من على اليد المدرجة

##### القابلية للتشغيل
خاصية الخرسانة الطازجة التي تبين سهولة صب ومناولة الخلطة الخرسانية كما تبين درجة تجانسها ومقاومتها للانفصال الحبيبى
ويمكن تعريفها انها مقدار الشغل المبذول لدمك الخرسانة دون انفصال مكوناتها

##### العوامل المؤثرة على قابلية التشغيل
- الركام: كلما كان حجم الحبيبات اصغر أو زادت نسبة الرمل كلما زادت صلابة الخلطة، الحبيبات المدورة أكثر قابلية لتشغيل الخرسانة
- نعومة الاسمنت  : كلما زادت نعومة الاسمنت زادت قابلية تشغيل الخرسانة
- نسبة م/س : كلما زادت نسبة م/س زادت قابلية التشغيل ولكن ازا زادت عن حد معين تصبح الخرسانة سائلة وتفقد تشغيليتها
- الاضافات:  يمكن تحسين قابلية التشغيل باستخدام الاضافات
- درجة الحرارة: تقل التشغيلية بارتفاع درجة الحرارة
- الزمن: مع مرور الوقت تفقد الخرسانة قابلية التشغيل لفقد ماء الخلط في التفاعلات